# Rafig Babayev
Rafig Babayev (en azerí: Rafiq Babayev) fue un pianista y compositor azerbaiyano de jazz.

## Biografía
Rafig Babayev nació el 31 de marzo de 1937 en Bakú, en una gran familia musical. Él recibió su primera educación musical en los años 1943 – 1950.  En los años 1950 – 1954 estudió en la Escuela de Música en nombre de Asef Zeynalli. Después continuó su educación en la Academia de Música de Bakú.
En 1959, después de graduarse la academia, Rafig Babayev organizó un grupo de jazz y comenzó a trabajar como el jefe del grupo.
En 1966 Rashid Behbudov creó el Teatro Estatal de Canción. Rafig Babayev se convirtió en el director musical de este teatro. 
Él también ha participadó en algunos festivales de jazz. En 1991 el compositor organizó el grupo de jazz “Cəngi”. En 1993 el grupo de jazz fue a California con Rafig Babayev para interpretar en Los Ángeles y Área de la Bahía de San Francisco.
En 1993 Rafig Babayev fue nombrado el Artista del pueblo de la República de Azerbaiyán.
Rafig Babayev murió el 19 de marzo de 1994 por el ataque terrorista en el Metro de Bakú.

## Premios y títulos
- Artista de Honor de la RSS de Azerbaiyán (1978)
- Artista del pueblo de la República de Azerbaiyán (artes escénicas) (1993)